# Histoires fausses
Histoires fausses est le vingt-neuvième tome, et le dix-septième volume de la deuxième série, de La Grande Anthologie de la science-fiction, paru en 1984.
Préfacé par Demètre Ioakimidis, l'ouvrage réunit seize nouvelles publiées entre 1942 et 1972.
L'image de couverture de la seconde édition a été réalisée par Philippe Adamov ; elle représente une tente de touriste plantée sur un petit astéroïde ; à ses côtés se trouve une vieille 2 Chevaux Citroën ; le tout flotte dans l'espace intersidéral.

## Publication
- Gérard Klein (dir.), Histoires fausses, Le Livre de poche n°3814, 1984.

## Extrait de la préface
«  (…) Comment faut-il entendre le qualificatif de « fausses » appliqué aux histoires de ce livre ?

Essentiellement, ces récits n'ont pas été écrits pour qu'on y croie, ne fût-ce que passagèrement ; et cela a été fait de façon délibérée et appuyée. Cette non-crédibilité a en outre été soulignée par un recours à l'humour, plus ou moins accentué selon les cas, mais manifeste dans chacun des récits. Si ces derniers font rire ou sourire, c'est parce que leurs auteurs ont sciemment cherché à provoquer ce rire ou ce sourire.
Avant de commencer leur histoire, les écrivains de science-fiction sous-entendent : « Voici ce qui pourrait arriver, si… »  Si, conjonction introduisant une hypothèse de nature scientifique, est suivie dans les récits de ce livre de suppositions invraisemblables, grotesques, délirantes, ironiques et concoctées en marge de la science cum grano salis .

Ce grain de sel de l'humour peut parfaitement avoir sa place dans un récit de science-fiction. »
— Extrait du début de la préface

## Liste des nouvelles

### Rapport sur la migration du matériel éducatif
- Titre en anglais : A Report on the Migration of Educational Materials.
- Nouvelle, de registre fantastique (et non de science-fiction), écrite en 1968 par John T. Sladek, traduite en français par Denise Hersant.
- Résumé : L'Humanité doit faire face à un défi grave et totalement inattendu : tous les livres imprimés, les journaux, les brochures, les fascicules, prennent leur envol et s'élancent dans les airs, comme s'ils étaient des oiseaux !

### Le Soulier qui trouva chaussure à son pied
- Titre en anglais : The short Happy Life of the Brown Oxford.
- Nouvelle du genre fantastique, écrite en 1954 par Philip K. Dick.
- Résumé : Le Dr Labyrinth, inventeur de génie, a créé une machine qu'il a appelée « l'Animateur ». Cet engin est basé sur le « Principe d'irritation suffisante » : tout objet matériel, pourvu qu'il soit correctement irrité, va avoir tendance à s'animer et à se déplacer. Il a fait un essai, non concluant, sur un bouton métallique, matière non irritable. Dépité, il vend son invention au narrateur… qui l'utilise pour sécher un de ses souliers car il a marché dans une flaque d'eau. Le lendemain, le narrateur constate que la machine fonctionne : le soulier, qui est venu en quelque sorte à la vie, a de lui-même branché l'Animateur et a « réveillé » une autre chaussure. Et c'est ainsi que l'on peut contempler avec stupéfaction le soulier brun du narrateur suivre une mule appartenant à son épouse, dans une sorte de parade saccadée et inouïe, les deux chaussures quittant la maison d'un air tout à fait naturel !

### Cochon-tirelire
- Titre en anglais : Piggy Bank.
- Nouvelle écrite en 1942 par Henry Kuttner, traduite en français par Dominique Hass.
- Résumé : Le joaillier Ballard, énervé de se faire cambrioler et de voir ses coffre-forts blindés détruits, demande à Günther, inventeur de génie, de créer un coffre-fort intelligent, capable de se déplacer seul avec l'agilité d'un chat ; les diamants à protéger ne seront pas placés à l'intérieur de cette tirelire, mais collés sur l'armature extérieure métallique ! Günther réalise donc un coffre-fort intelligent et robuste, ayant l'apparence extérieure d'un cochon, et livre son travail à Ballard. Le joaillier, pour ne pas avoir à le payer et afin que les secrets de l'invention ne soient pas divulgués, tue l'inventeur. Mais Günther, avant de mourir, a modifié le mot de passe du Cochon-tirelire, si bien que Ballard n'a plus accès à son coffre-fort, et que celui-ci le prend pour un cambrioleur et l'évite toujours très adroitement et prestement ! Ballard a beau inventer des stratagèmes, avec des explosifs, du béton, de l'eau, etc., rien n'y fait : le Cochon-tirelire ne se laisse pas attraper. Un jour, Ballard apprend de la bouche d'un cambrioleur que le mot de passe est le numéro de brevet que Günther avait enregistré pour protéger son invention, et Ballard connaît ce numéro. Il énonce le numéro, et... le Cochon-tirelire s'immobilise. Ballard prend une masse en fer, et au lieu de décoller les diamants en savourant sa victoire, frappe comme un enragé, d'une fureur insensée, sur le Cochon en criant : « Saleté… de… machine ! »

### On demande le docteur Tic-Tac
- Titre en anglais : Calling Dr. Clockwork (mot-à-mot : « On appelle Docteur Mécanique »).
- Nouvelle de Ron Goulart, publiée en 1965, traduite en français par Dominique Haas.

### Le Poison d'un homme
- Titre en anglais : Untouched by Human Hands (ou One's Man Poison).
- Nouvelle de Robert Sheckley, publiée en 1953, traduite en français par Dominique Haas.

### De tout pour faire un monde
- Titre en anglais : They Also Serve.
- Nouvelle écrite en 1962 par Evelyn E. Smith, traduite en français par Régine Vivier.
- Liens externes :
  - Fiche sur iSFdb
  - « Fiche » sur le site NooSFere
- Résumé : Persiper semble être a priori une planète tout à fait agréable : climat tempéré, ciel bleu, forêts verdoyantes, montagnes peu élevées. Mais elle contient des pierres de prozius [2], avidement recherchées par les humains. On a donc envoyé des expéditions pour trouver ces pierres précieuses, et en profiter pour étudier les autochtones humanoïdes de cette planète (les persipériens). Hélas, les sept premières expéditions ont été des échecs complets : tous leurs membres, à commencer par les ethnologues, sociologues, psychologues, psychiatres et interprètes, mais aussi les militaires et les ouvriers, ont été sauvagement massacrés… Dans cette nouvelle expédition, le capitaine ne veut pas prendre de risques, et limiter les pertes. Il nomme « volontaires désignés » les deux personnes de l'expédition dont il a le moins besoin, à savoir Garnett et Morson, assez efféminés et peu enclins à la bravoure. Pendant une année entière ces deux lieutenants, en qualité d'éclaireurs, iront seuls sur la planète afin de préparer un lieu de vie pour qu'ultérieurement, le reste de l'expédition puisse trouver des pierres précieuses. Ils devront aussi entrer en contact avec les extra-terrestres et comprendre les raisons des massacres précédents. Garnett et Morson, qui ne sont pas idiots, ont compris qu'ils risquaient eux aussi d'être massacrés. Aussi, dès leur arrivée, ils ne cherchent pas à entrer en contact avec les persipériens et ne tentent pas de localiser les gisements de pierres de prozius. Ils se préoccupent d'aménager une petite habitation fort agréable à vivre, agrémentée d'un jardinet. Pendant de nombreux mois, ils vivent ainsi sereinement. Ils ne savent pas qu'ils sont étroitement observés par les persipériens, et notamment par Cmirral et Fluurim... Le délai d'un an expiré, le capitaine et plusieurs membres de l'expédition débarquent sur la planète. Ils se dirigent vers le lieu de vie des deux hommes, certains de découvrir leurs cadavres. À cette occasion, ils ont même emmené deux cercueils, et ont déjà envisagé des funérailles qui s'annoncent grandioses. Mais ce qu'ils découvrent les stupéfie : Garnett et Morson sont douillettement installés dans leur maison, avec notamment des rideaux, tapis, tentures qui ne leur ont jamais été fournis ! Ils apprennent de plus fort qu'ils sont bien entrés en contact avec les persipériens, ou plutôt que ce sont ces derniers qui les ont contactés. En effet, chez ces extraterrestres, il est particulièrement impoli de s'enquérir de la vie des autres, de poser des questions ; tout ce qui peut sembler constituer une atteinte à la vie privée est puni de mort ! C'est la raison pour laquelle les membres des expéditions précédentes ont été tués : ils voulaient trop bien connaître les extra-terrestres... De plus, ce qui passionne les persipériens, ce sont les petits objets d'artisanat fabriqués à la main, et sont rebutés par les objets manufacturés et généralement par tout ce qui est trop élaboré sur le plan technique. Garnett et Morson, en ne cherchant pas en entrer en contact avec qui que ce soit, et en s'occupant fort adroitement d'aménager leur intérieur, ont acquis sans le savoir la confiance des extraterrestres. Du troc est intervenu entre eux, et les deux hommes ont désormais un coffre entier de pierres de prozius ! Ils ont même acquis la « nationalité persipérienne ». Dans la mesure où leur réussite insolente et leur refus de revenir sur Terre pourrait créer des problèmes, et dans l'optique de ménager la susceptibilité de tous, le capitaine décide qu'il seront tous deux considérés comme morts.

La nouvelle finit ainsi :
« 
- Je n'ose affirmer que ce seront les plus belles funérailles jamais célébrées dans l'espace.

- Oh, s'écria Morson, cela sera sûrement merveilleux ! Comme je voudrais m'y voir !

- Moi aussi, murmura le capitaine entre ses dents. »

### La Vie de pionnier
- Titre en anglais : Subsistence Level.
- Nouvelle de Robert Sheckley, publiée 1954, traduite en français par Michel Deutsch.

### Le Libérateur
- Titre en anglais : The Liberator.
- Nouvelle d'Arthur Porges publiée en 1953.

### Les Travailleurs immigrés
- Titre en anglais : Man Working (mot-à-mot : « L'homme au travail » ou « Le travailleur »).
- Nouvelle écrite en 1958 par Richard Wilson, traduite en français par Dominique Haas.
- Résumé : Jack Norkus, qui vit à Chicago, apprend de manière fortuite que, secrètement, en haut d'un building, des extraterrestres (et notamment son copain Buddy) vivent sur Terre, et qu'ils sont écrivains extraterrestres, sociologues extraterrestres ou encore acteurs extraterrestres d'une société (extraterrestre) de production de film. Ces êtres ne sont pas spécialement agressifs et n'ont aucune envie d'envahir la Terre. Ce qu'ils veulent, c'est tout simplement travailler en paix. Après avoir fait connaissance avec eux, le héros se fait embaucher pour un tournage par la société de production de film : nul doute qu'avec son aspect humain, il fera des merveilles dans les films d'horreur extra-terrestres, surtout quand… il sourira…

### Spectacle de marionnettes
- Titre en anglais : Puppet Show.
- Nouvelle écrite en 1962 par Fredric Brown, traduite en français par Jean Sendy.
- Du même auteur, une autre nouvelle écrite dix ans auparavant et évoquant les relations entre des extraterrestres et un âne : Moi, Flapjack et les Martiens.

### Mots de mise en garde
- Titre en anglais : Words of Warning.
- Nouvelle, dans le genre fantastique et non de science-fiction, écrite en 1972 par Alex Hamilton [3], traduite en français par Frank Straschitz.
- Résumé : Le Pr Flyer découvre que des mots disparaissent de ses livres. D'abord le mot « cochon », puis le mot « sexe », puis des articles, puis d'autres mots. Il demande à son collaborateur Alan de faire des vérifications. Ce dernier est interloqué, mais découvre avec stupéfaction que les mots et même des paragraphes entiers, eux-aussi, disparaissent des livres de sa bibliothèque. Il apprend, par un message écrit laissé par des mots, que ces derniers veulent désormais « avoir des vacances » …

### A Thing of Beauty
- Titre en anglais : A Thing of Beauty.

### Criminel en utopie
- Titre en anglais : Criminal in Utopia.
- Nouvelle écrite en 1968 par Mack Reynolds, traduite en français par Pierre Billon.
- La nouvelle met en scène un homme qui fraude avec des cartes bancaires, à un moment où leur usage était hyper marginal et où la carte à puce et les pistes magnétiques des cartes bancaires n'existaient pas.
- Résumé : 8 h du matin ; un hôtel miteux ; Rex Moran n'a plus que quelques dollars en poche ; il va devenir délinquant… Rex contacte un homme riche, le maîtrise, le ligote, vole sa carte bancaire ; il procède ensuite à un détournement d'une importante somme d'argent et à des achats sur le réseau informatique. Un avis de recherche est émis à son encontre. Il sème la police qui le traque. Scènes de poursuite en voiture, en métro. Cris, peur, angoisse ; il s'échappe de justesse. Il revend une bague (obtenue frauduleusement par le vol de l'homme riche) auprès d'un joaillier, qui le dénonce. Il finit par trouver refuge dans un hôtel-4 étoiles. Il commande caviar, foie gras, champagne. Quitte à être rattrapé par la police, autant profiter de la vie ! Le lendemain, 8 h. Rex Moran se rend auprès d'un Organisme. Le lecteur apprend alors que Rex est un employé de cet organisme, et qu'il était chargé de vérifier s'il était possible de frauder avec la carte bancaire prétendument infalsifiable, d'échapper à l'action de la police et d'éviter de se faire prendre pendant 24 h. Homme honnête, il contribue à améliorer les dispositifs de sécurité et de protection des citoyens !

### Comment refaire Charlemagne
- Titre en anglais : Thus We Frustrate Charlemagne.
- Nouvelle humoristique de R. A. Lafferty, publiée en 1967, traduite en français par Charles Canet.

### Le Modificateur
- Titre en anglais : The Scene Shifter.
- Nouvelle écrite en 1958 par Arthur Sellings, traduite en français par Arlette Rosenblum.
- Résumé : Boyd Corry est, à Hollywood, un acteur sur le déclin. Un jour, alors qu'il est allé dans un cinéma regarder avec nostalgie l'un des films dont il était le héros, L'insurpassable exploit, il découvre avec surprise que plusieurs scènes importantes ont été modifiées, sans qu'il en ait jamais été avisé. Il en parle à son ami Vincent Cavanagh, puis se rend aux Studios Mammouth, qui ont réalisé le film, pour se plaindre de la violation de son droit moral sur le film.  Il se plaint tant et tant que le Directeur général du studio, Simon Drukker, ordonne avec réticence une enquête de routine. Surprise : la bande du film incriminé a bien été modifiée.  Surprise plus grande encore : plusieurs films de la société ont été modifiés. Ce n'est plus une simple atteinte à l'image d'un acteur banal mais, pense Drukker, un véritable complot commercial contre la compagnie ! Il faut réagir : quel concurrent veut entraîner la faillite des Studios Mammouth ? Quel traître se cache au sein des services techniques ? Quelques semaines après, l'horrible vérité se révèle : la plupart des studios d'Hollywood sont touchés par les modifications sauvages des films… Au demeurant, ces modifications ne sont pas forcément négatives : certaines scènes voient disparaître des personnages insignifiants, d'autres voient des scènes peu intéressantes se charger d'éléments comiques inattendus, etc. Qui aurait la capacité de faire cela ? Une enquête approfondie a lieu, et au bout de quelques mois, on découvre avec stupéfaction que le « coupable » est un homme insignifiant, Alfred Stephens, doté de facultés de télékinésie et donc capable de modifier les choses par la seule puissance, même involontaire, de la pensée. Et c'est ce qui s'est produit : chaque fois qu'il va au cinéma, il ne peut pas s'empêcher de vouloir modifier, d'améliorer les films qu'il regarde ! Drukker lui demande s'il peut cesser de modifier les films, la réponse est non ; s'il peut cesser de pénétrer dans des cinémas pour aller voir les films Mammouth, la réponse est non ; s'il accepterait d'être payé pour ne pas y aller, la réponse est encore non. Alfred Stephens ne veut rien changer à sa vie, et d'ailleurs, modifier des films n'est pas pour lui déplaire. Drukker quitte Stephens en rage, et ordonne une surveillance étroite du petit homme. Cavanagh surveille donc Stephens le même soir. Au cours d'une discussion avec lui, il dit comprendre les motivations de Stephens. Ce dernier lui révèle qu'il envisage d'aller dire l'entière vérité dans les journaux, et d'inciter d'autres hommes doués de pouvoirs parapsychiques comme lui de modifier des films... Cavanagh rapporte cette conversation à Drukker ; dès qu'il a fini de parler, il comprend qu'Alfred Stephens est en danger de mort. Il court le rejoindre, le retrouve dans un cinéma, mais c'est trop tard : Drukker a engagé un tueur, qui a exécuté Stephens. Quelques mois plus tard, pour fêter la sortie d'un nouveau film mettant en valeur Boyd Corry, on constate avec consternation de nouvelles atteintes au film ! Et Cavanagh de se rendre compte que Stephens, lors de la soirée au cours de laquelle ils ont été moralement proches, lui a involontairement transmis ses pouvoirs de télékinésie…

### Un coup tu la vois
- Titre en anglais : See Me Not.
- Nouvelle de Richard Wilson, publiée en 1967, traduite en français par Dominique Haas.